# Kona Bicycle Company

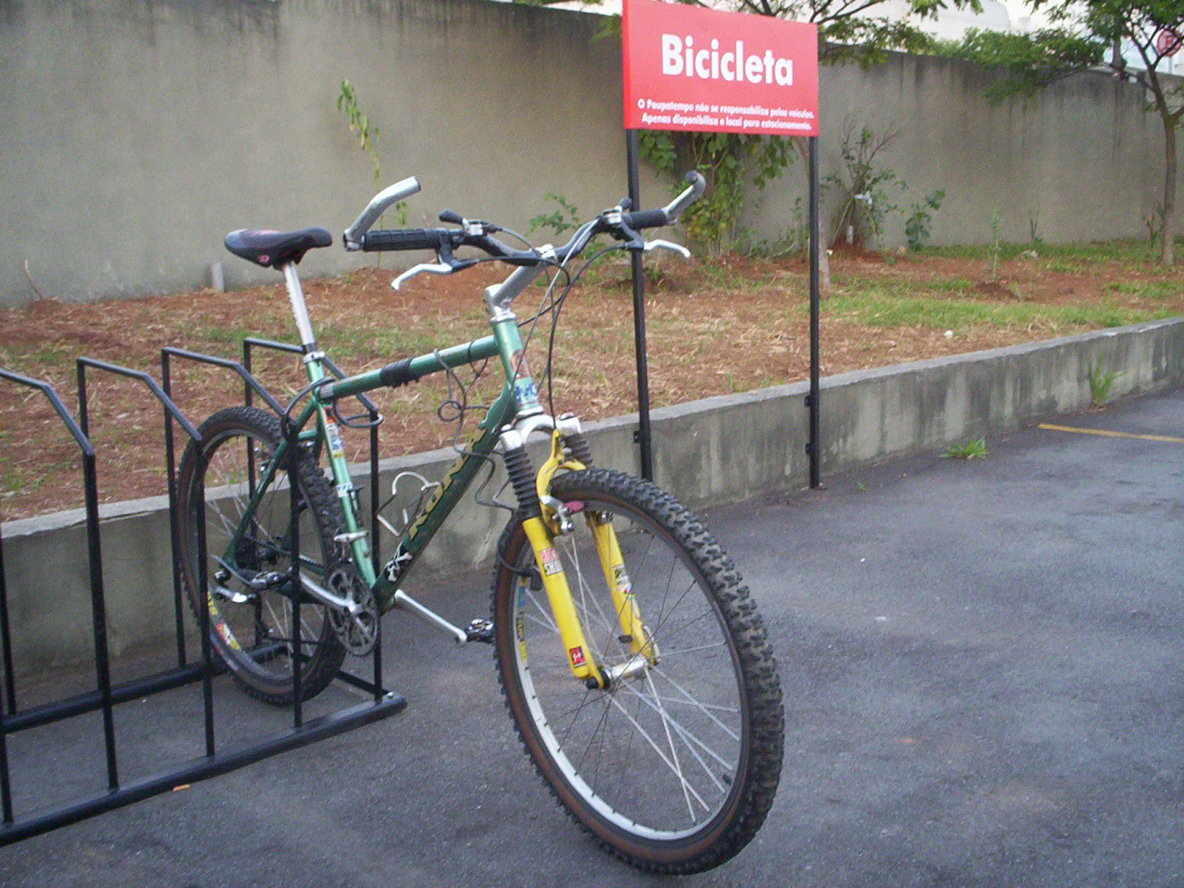
Kona Kula (1995)

Die Kona Bicycle Company ist ein Fahrradhersteller mit Sitz in Ferndale (Washington) und Vancouver (British Columbia).

## Geschichte
Das Unternehmen wurde 1988 von Dan Gerhard, Jacob Heilbron und dem früheren MTB-Rennfahrer Joe Murray gegründet. Der Unternehmensname bezieht sich auf den Ort Kailua-Kona auf Hawaii.

## Produkte
Das Unternehmen stellt Räder verschiedener Gattungen her und vertreibt diese in 30 Ländern. Im Bereich der Mountainbikes spezialisierte sich Kona auf Downhill- und Freeride-Räder und entwickelte die Stinky- und Stab-Serie. Die Produktpalette umfasst außerdem Dirt-Bikes wie das Cowan, Rennräder wie das King Zing, Cyclocross-Räder wie das Jake the Snake und Tourenräder wie das Kona Sutra sowie Kinderräder wie das Makena. Seit 2006 gibt es auch eine Damenlinie namens Lisa. Eine bestehende Radsport-Modelinie der Firma wurde 2008 erweitert.